# 39 Conduit Road
39 Conduit Road es una inmueble residencial situado en Conduit Road en la zona de Hong Kong conocida como Mid-Levels. Es un desarrollo de lujo realizado por Henderson Land Development.
Poco después de que la promoción saliera al mercado en octubre de 2009, el desarrollador afirmó haber vendido un dúplex de cinco dormitorios, en el piso 68 de un edificio que en realidad tiene 46 por HK$439 millones (57 millones de dólares americanos). El precio, equivalente a 99.000 dólares el m², supuso un nuevo récord como el apartamento más caro del mundo.
Hubo críticas sobre el marketing engañoso ya que los desarrolladores cuando lanzaron el proyecto omitieron 42 números de plantas intermedios. El proyecto fue de nuevo tema de controversia cuando solo una unidad estaba terminada dentro del plazo de tres meses habituales tras la fecha fijada; y la venta de todas menos cuatro unidades, incluyendo la venta que estableció el récord, fueron canceladas.

## Historia de parcela

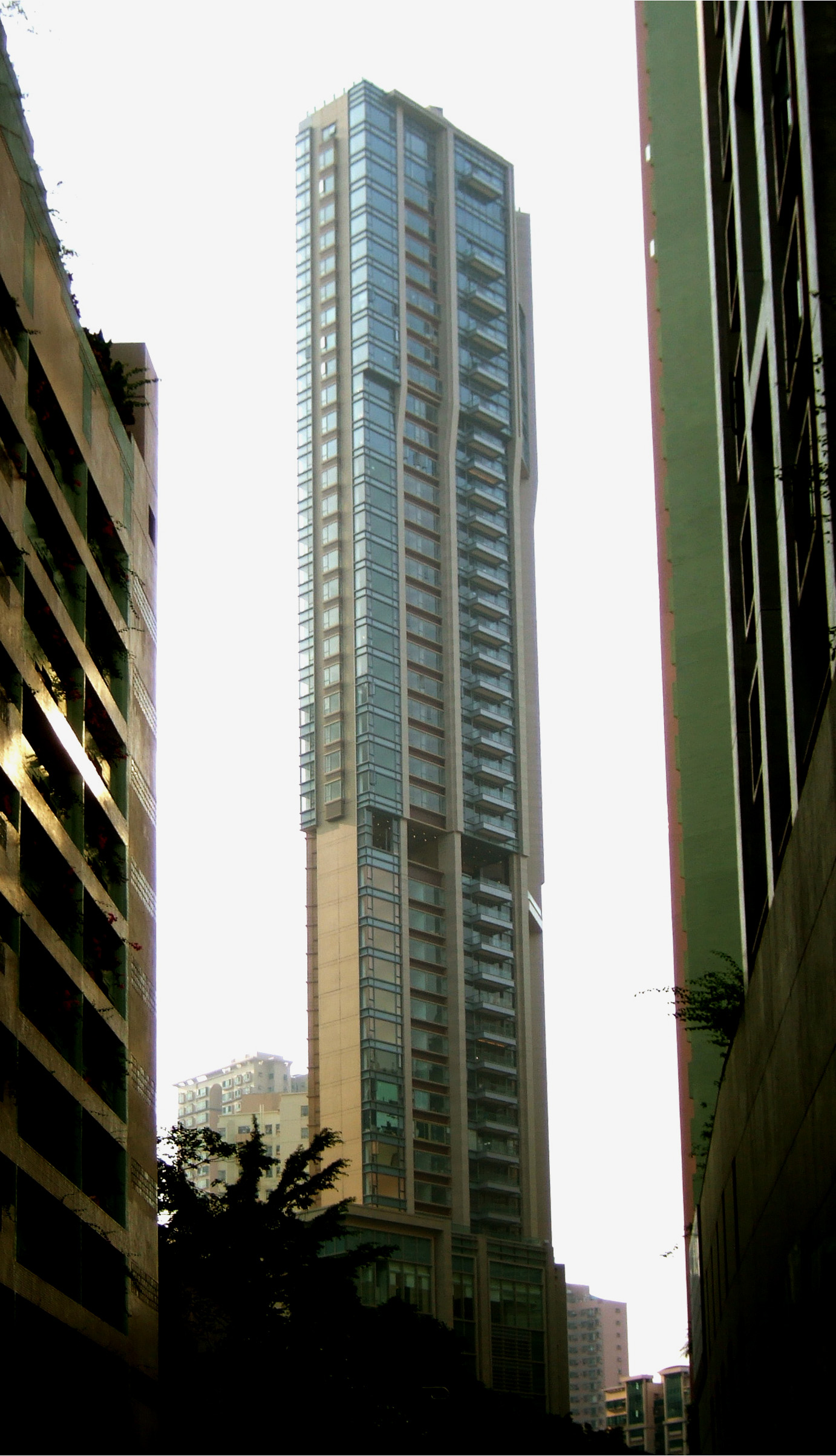
vista desde el suelo

Anteriormente en la parcela estaba ubicado un desarrollo conocido con el nombre de «Rocky Mount». Este edificio de once plantas se completó en 1965 y tenía un total de 44 viviendas, era habitado mayoritariamente por funcionarios. El Presidente de Henderson Lee Shau-kee empezó adquirir unidades en la residencia en a lo largo de la década de 1990. A partir de 2001 aceleró su ritmo de compra. Inicialmente pagó HK$4 millones por vivienda, y las unidades más tardías fueron adquiridas por $HK8–9 millones, cuando ya tenía 41 de las 44 unidades. Henderson instó al Lands Tribunal para "opar" las tres unidades restantes, pero esto fue innecesario tras acordar una operación con Peixin Group. Las tres unidades restantes fueron finalmente adquiridas por un coste medio de $12 millones. Lee Shau-kee, poseedor originario del 60% del patrimonio equivalente a la parcela del edificio de lujo, lo vendió a su propia empresa por HK$1.750 millones.

## Configuración
El proyecto tiene 46 piso sobre rasante.
Según el promotor la superficie bruta es de aproximadamente 229,255 pies cuadrados (21,298.5 m²), que se conforma por una única torre sola con una base de 6 plantas destinada a aparcamientos, un clubhouse que ocupa una planta y 39 pisos residenciales. El complejo se compone de 66 unidades residenciales y 104 plazas de aparcamiento; sus 66 apartamentos tienen una superficie que va desde 260 m² a aproximadamente 710 m².

## Estrategia de venta
El desarrollador anunció que vendería el 40 por ciento de las unidades en 2009. Los dos dúplex de la planta 66, de 523 m² y 476,7 m², salieron al mercado a un precio de HK$357.7 millones y HK$311.4 millones. Antes del lanzamiento, Henderson sugirió que iba a pedir hasta HK$100,000 por pie cuadrado para los dos áticos del piso 88 que no aparecían en la lista de ventas inicial.

## Récord mundial de venta
El dúplex de 572.1 m², el más grande de los dos en el "68.º piso" del edificio, tiene una sala de bailes propia, piscina exterior, gimnasio y terraza. Se consiguió un precio de HK$71,280 por pie cuadrado La definición de la superficie difiere de la de otros mercados inmobiliarios; esta incluye los 32 m² del jardín y la parte proporcional de las áreas comunales. Siguiendo estándares internacionales de medición, el precio de pie cuadrado sería sobre HK$88,000, o 11,350 dólares americanos. Según el desarrollador,  fue adquirido por un comprador anónimo de China continental a través de una compañía constituida localmente. Una segunda unidad en el mismo piso alcanzó HK$397 millones o HK$64,605 por pie cuadrado.
En mazo de 2015, una de sus unidades fue vendida por un sorprendente precio de HK$433 millones, a HK$93,000 por pie cuadrado. Esto supera el precio de HK$82,000 por pie cuadrado marcado por el Opus Hong Kong de Swire Properties y en toda Asia en 2012. A pesar de que  fue vendido por un precio mayor de HK$439 millones en 2009, el impuesto fijado en aquel entonces era menor resultado en un precio más bajo por pie cuadrado. Se confirmó que el comprador era no residente de Hong Kong y por lo tanto el impuesto representaba un total de 23.5%, o lo que es lo mismo HK$100 millones.
Se trata de la propiedad más cara de Asia, según la World Records Academy, el récord anterior lo ostentaba un piso en One Hyde Park en Londresque se vendió a un precio de $9,585 por pie cuadrado. El récord anterior fijado en Asia en junio de 2008, cuándo Sun Hung Kai Properties vendió un ático de 510.7 m² en The Arch por HK$41,100 el pie cuadrado. Esta escalada de precios alerta sobre una burbuja inmobiliaria, y recupera el tema de la posibilidad de liberalizar el oferta de superficie edificable por parte del gobierno. Los expertos, aun así, discrepan de que  haya cualquier burbuja, aludiendo que este tipo de propiedades no representan la masa mayoritaria del mercado inmobiliario.
El presidente de otra promotora inmobiliaria, Hang Lung Properties, se mostró escéptico sobre el precio alcanzado por pie cuadrado, pero el presidente de Henderson insistió en que el precio era real. Henderson admitió que el comprador del piso que batió el récord compró seis unidades, mientras que el periódico South China Morning Post dijo que una fuente anónima le había qué dicho que 24 unidades feron compradas por la misma persona. El SCMP puso de manifiesto que los 24 pisos que se vendieron en el primer día fueron comprados por empresas pantalla de las Islas Vírgenes, y la gestión fue realizad por la misma empresa de abogados. El mercado se encontraba escéptico sobre los precios alcanzados debido a que estos estaban claramente sobrevalorados– el precio medio era de $40,000 por pie cuadrado, lo que es al menos 50 por ciento más elevado que una propiedad equivalente cercana en Robinson Road según agentes de la propiedad inmobiliaria; un inmueble típico genera un alquiler bruto del dos por ciento, mientras que la media del mercado es del cinco por ciento. En mayo de 2010, después de pagar HK$1.820 millones por un terreno en la Cumbre Victoria para su residencia familiar, Lee Shau-kee admitió que su hijo había considerado adquirir el ático de The Conduit, pero que el alto precio le disuadió.
Un dúplex de 4 dormitorios y 532.5 m² del piso 46 con una terraza de 164 m² se vendió en diciembre de 2015 por HK$595 millones ($76.2 millones), o HK$103,700 por pie cuadrado ($143,000 por metro cuadrado), convirtiéndose en el apartamento más caro en Asia.